# Lore (film)
Lore è un film drammatico del 2012 diretto da Cate Shortland, basato sull'omonimo romanzo di Rachel Seiffert.
È stato selezionato come per rappresentare l'Australia ai Premi Oscar del 2013, dove è stato infatti candidato all'Oscar per il miglior film straniero, pur senza vincerlo.

## Trama
Nel 1945, mentre gli alleati stanno rastrellando la Germania, un gruppo di bambini attraversa il Paese devastato dal secondo conflitto mondiale.
I loro genitori, nazisti membri delle SS, sono stati fatti prigionieri dagli alleati, e hanno affidato a Lore, la figlia maggiore, di 14 anni, il compito di prendersi cura di tre fratelli e una sorella: il viaggio li fa scontrare con la realtà e le conseguenze dei crimini commessi dai genitori.
Lungo il percorso, i ragazzi incontrano Thomas, un giovane rifugiato ebreo che presto sconvolge il mondo di Lore: infatti, per riuscire a sopravvivere, Lore dovrà imparare a fidarsi di quello che le è sempre stato descritto come il nemico.

## Produzione

### Sviluppo
Il produttore Paul Welsh si è assicurato molto presto i diritti cinematografici del romanzo di Rachel Seiffert su cui è ispirata la vicenda, e ha chiesto a Robin Mukherjee di scrivere la sceneggiatura per l'adattamento cinematografico.

### Sceneggiatura
Quando Cate Shortland si è unita al progetto come regista, ha riscritto parte della sceneggiatura per adattarla alla sua idea del progetto; in una fase successiva, è stato concordato che la maggior parte dei dialoghi dovesse essere in tedesco, il che però ha ritardato la produzione di oltre un anno, ed ha anche costretto una delle case di produzione britannici a ritornare all'idea iniziale (ossia di mantenere tutti i dialoghi in inglese), poiché le regole della Shortland non consentivano il supporto di una lingua diversa dall'inglese.

## Distribuzione
Il film è stato presentato in anteprima mondiale al Sydney Film Festival, il 9 giugno 2012, e poi anche al Locarno Film Festival, il 2 agosto seguente, dove ha vinto il Premio del pubblico, il "Prix du public".
Lore è stato poi proiettato in molti altri festival cinematografici in tutto il mondo: ad esempio, allo Festival del cinema di Stoccolma, a novembre 2012, il film ha ricevuto 4 premi, tra cui il "Cavallo di bronzo per il miglior film".
È uscito poi nelle sale cinematografiche australiane il 20 settembre 2012, mentre in Germania il 1 novembre e in Italia, Francia, Belgio, Regno Unito e Irlanda nel febbraio dell'anno successivo, stesso periodo in cui ha visto una distribuzione limitata negli Stati Uniti.

## Accoglienza

### Incassi
Il film si è rivelato un totale flop al botteghino, poiché a livello mondiale ha incassato soltanto 970.325 dollari complessivi, contro un budget di $ 4,3 milioni.

### Critica
Il film, pur essendosi rivelato un successo per il numero di riconoscimenti, è stato piuttosto malvisto, come per il botteghino, anche dalla critica.

Per Entertainment Weekly, Lisa Schwarzbaum ha assegnato al film un voto corrispondente a "B+" (su una scala da A+ a F), scrivendo: 
Questo intenso dramma con la tipica struttura lenta di Cate Shortland (Somersault) utilizza immagini sconnesse e atte ad impressionare e riflettere il disagio morale di bambini che si fanno strada attraverso un ambiente sconosciuto. Peccato che tutto ciò che è stato insegnato alla protagonista "Lore" (Saskia Rosendahl, che mette bene in scena tutta l'imprevedibile depressione di una ragazza adolescente) è sbagliato: con le sue opinioni sia su Hitler, che sugli ebrei, che sulla gloria della sua Germania, potrebbe anche camminare sulla luna!
La radio australiana SBS ha assegnato al film una buona valutazione di 4 stelle su 5, affermando che il film è: "Bello? Può essere, ma non è affatto un film sulla borghesia… anzi, è un rimprovero alla correttezza morale del ceto medio, un lavoro a sé stante."

## Riconoscimenti
- 2013 - Premio Oscar
  - Candidatura per il miglior film straniero a Cate Shortland[11]
- 2012 - London Film Festival
  - Candidatura per il miglior film a Cate Shortland[12]
- 2012 - Locarno Film Festival[13]
  - Premio del Pubblico a Cate Shortland
- 2012 - Festival del cinema di Stoccolma[14]
  - Best Actress a Saskia Rosendhal
  - Best Music Score a Max Richter
- 2013 - Bayerischer Filmpreis
  - Filmmusik a Max Richter
- 2012 - Sidney Film Festival
  - Candidatura per il miglior film a Cate Shortland
- 2012 - Semana Internacional de Cine de Valladolid
  - Miglior regia a Cate Shortland
  - Candidatura per la Spiga d'oro a Cate Shortland
- 2012 - German Film Awards
  - Cavallo di bronzo per il miglior film a Cate Shortland
  - Candidatura per la migliore colonna sonora a Max Richter
  - Candidatura per i migliori costumi a Stefanie Bieker
  - Candidatura per la migliore fotografia a Adam Arkapaw
- 2013 - Film Critics Circle of Australia
  - Miglior regia a Cate Shortland
  - Miglior giovane performance a Saskia Rosendhal
  - Candidatura per il miglior film a Cate Shortland, Karsten Stöter, Paul Welsh, Benny Drechsel
  - Candidatura per la migliore sceneggiatura a Cate Shortland e Robin Mukherjee
  - Candidatura per la migliore fotografia a Adam Arkapaw
  - Candidatura per la migliore colonna sonora a Max Richter
  - Candidatura per il miglior montaggio a Veronika Jenet[15][16]